# Tyłoskrzelne

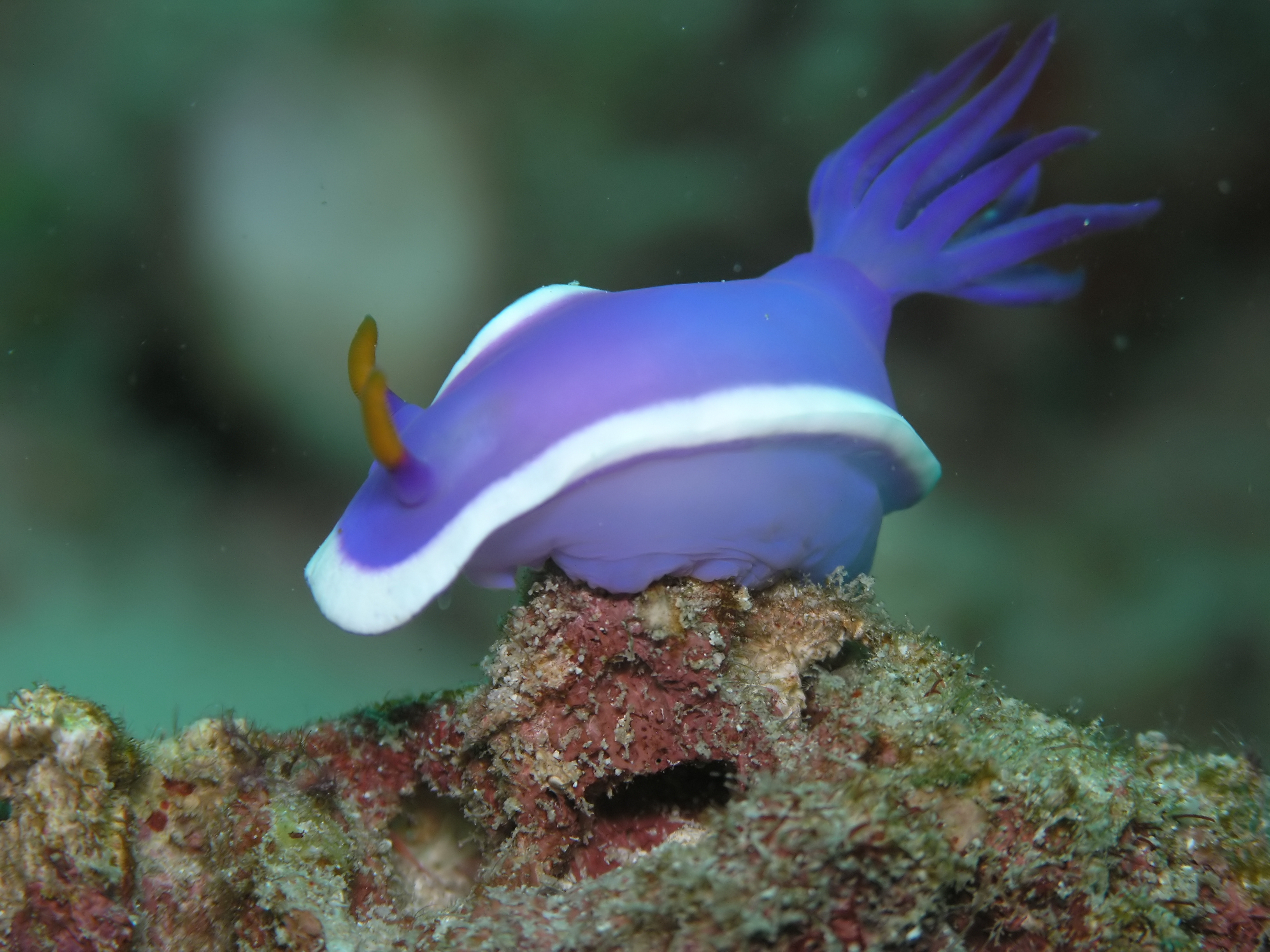
Hypselodoris bullocki, przedstawiciel nagoskrzelnych

Tyłoskrzelne, tyłoskrzelce (Opisthobranchia) – wyróżniania dawniej podgromada ślimaków. Obejmowała gatunki morskie i nieliczne słodkowodne. Występują głównie w strefach przybrzeżnych, nieliczne są pelagiczne. Pasożyty zewnętrzne wieloszczetów i małży. Około 14 000 gatunków. Ciało okryte muszlą o niewielkich skrętach, przeważnie cienką, delikatną, w stosunku do rozmiarów ciała małą (ciało u większości form nie może się w całości ukryć w muszli). U wielu form muszla mniej lub bardziej okryta płaszczem, albo nie występuje u postaci dojrzałych (jest odrzucana w okresie larwalnym.) W podgromadzie dominują gatunki nagie. Na głowie u większości form dwie pary czułków. Różny stopień detorsji spoideł boczno-trzewiowych, aż do ułożenia symetrycznego. Skutkiem detorsji jama płaszczowa przesunięta nieco w prawą stronę, a skrzele, jeżeli występuje, leży za sercem. Wiele form bez skrzela i jamy płaszczowej. Jeden przedsionek, jedno metanefrydium. Hermafrodyty.
Ze względu na wyniki badań filogenetycznych takson ten nie jest obecnie akceptowany, a wchodzące w jego skład taksony zaliczane są obecnie do podgromady Heterobranchia.

## Systematyka
Tradycyjnie tyłoskrzelne rozdzielane były na dwa rzędy:
- okrytoskrzelne – Tectibranchia
- nagoskrzelne – Nudibranchia

w zależności, czy skrzela występują w jamie płaszczowej, czy nie, co jest bardzo sztuczne, gdyż w podgromadzie, jak podkreślono, przeważają formy nagie, a w ich obrębie nie ma skrzeli. Większość malakologów rozdziela podgromadę na rzędy, w zależności od wykształcenia muszli, płaszcza, narządów oddechowych i nogi:
- Rząd: Acochlidioidea
- Rząd: Anaspidea
- Rząd: Cephalaspidea
- Rząd: Gymnosomata
- Rząd: Notaspidea
- Rząd: Sacoglossa

a według niektórych również rzędy:
- Rząd: Aeolida
- Rząd: Arminacea
- Rząd: Dendronotacea
- Rząd: Doridacea
- Rząd: Pyramidellacea
- Rząd: Thecosomata

## Tyłoskrzelne Bałtyku
Morze Bałtyckie zamieszkuje 12 gatunków ślimaków tyłoskrzelnych. Najpospolitsze z nich są:
- wypławczak garbaty (Limapontia capitata)
- alderia (Alderia modesta)
- lamelidoris (Lamellidoris muricatus)
- embletonia blada (Embletonia pallida)[4]